# Praefectus annonae

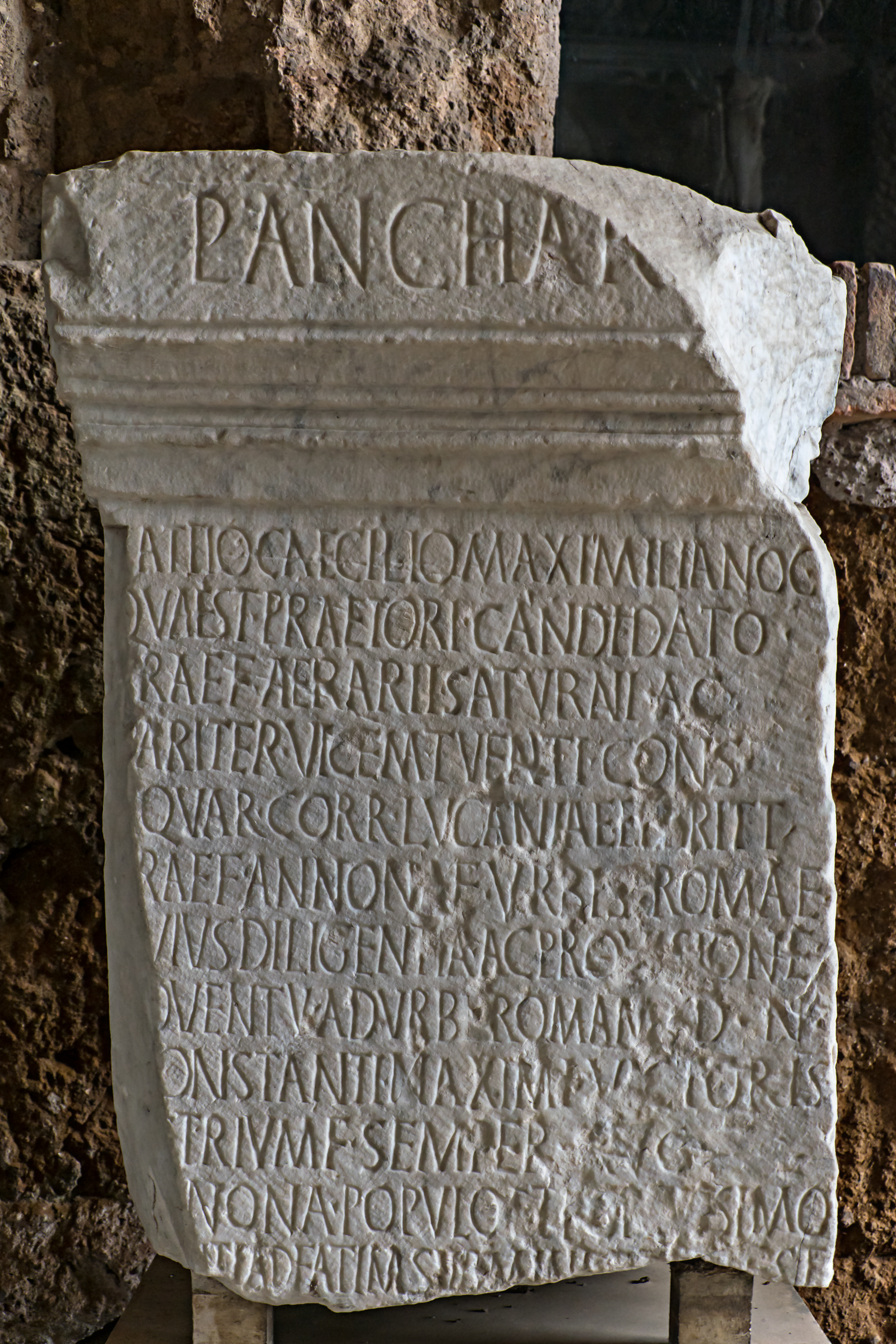
Widmungsinschrift für den Senator Attius Caecilius Maximilianus um das Jahr 357, der als Praefectus annonae für die Getreideversorgung in Rom zuständig war

Der praefectus annonae besorgte im Römischen Reich die Getreideversorgung der Stadt Rom, in der Spätantike auch Konstantinopels. Ob es diese Funktion bereits zu Zeiten des Zwölftafelgesetzes gab, gilt als unsicher. Ab 7 n. Chr. ernannte erstmals Augustus aus der Mitte des Ritterstandes einen ständigen praefectus annonae.

## Getreideversorgung
Annona (lat. zunächst: der jährliche Ertrag, später: Vorrat an Lebensmitteln, besonders Getreide) bedeutet die Stillung des Getreidebedarfs in Rom und den Municipien, aber auch Marktpreis, besonders Getreidepreis, sowie Naturallieferung an die Provinzen. Die annona civica bezeichnet den für Rom bestimmten Anteil der Naturallieferungen Ägyptens und Afrikas.
Die cura annonae beinhaltete die staatliche Getreidevorsorge, die in der römischen Republik zum Amtsbereich der Ädilen gehörte. Der Staat sorgte für eine ausreichende Menge Getreide zu einem günstigen Preis. Gegen Getreidewucher schritten die Ädilen ein. Nach dem Zweiten Punischen Krieg nahm die römische Bevölkerung zu und der Getreideanbau ab, weshalb Sizilien und Sardinien zu Getreidelieferungen verpflichtet wurden. Den Verkauf (frumentatio) von im Preis herabgesetztem Getreide an eingeschriebene Bürger (1 Modius für 6 1/3 Asse je Monat) auf Kosten der Staatskasse (aerarium) sah die lex frumentaria des Gaius Sempronius Gracchus im Rahmen der Gracchischen Reformen 123 v. Chr. vor. Publius Clodius Pulcher begann die kostenlose Getreideverteilung 58 v. Chr. Gaius Iulius Caesar setzte die Zahl der Berechtigten aus Kostengründen von 320.000 auf 170.000 herab; Augustus erhöhte sie. Die Berechtigten bekamen eine Marke (tessera) und mit dieser das Getreide in einem Magazin (horreum). Die Getreideverteilung stellte den Lebensunterhalt des verarmten Teils der Bevölkerung sicher und sollte diese für die Amtsinhaber der Republik und nachher die Kaiser einnehmen.

## Praefectus annonae
Die Ädilen konnten manchmal die cura annonae nicht wahrnehmen, weshalb außerordentliche Beamte ernannt wurden. Im Jahr 57 v. Chr. erlangte Gnaeus Pompeius Magnus auf fünf Jahre die cura annonae durch Volksgesetz. Zwei neue Ädilen (Aediles ceriales) betraute Caesar mit der cura annonae. 22 v. Chr. übernahm Augustus die cura annonae und ernannte zwischen 8 und 14 n. Chr. einen ständigen praefectus annonae aus dem Ritterstand, der mit seinem Personal (officium annonae) die Verantwortung für die Getreideversorgung trug. Seneca beschreibt dessen Aufgaben: Transport ausreichenden Getreides in die Magazine ohne Verlust durch Betrug oder Nachlässigkeit sowie Schutz vor Schwund und Verderben durch Feuchtigkeit. Das Personal bestand in Rom neben dem praefectus annonae aus: subpraefectus annonae (annonae urbis, annonae sacrae urbis), adiutor praefecti annonae, dispensator annonae, tabellarius ex officio annonae, cornicularius praefecti annonae (militärischer Adjutant), subcenturio praefecti annonae. Außerdem gab es Personal in den Häfen Ostia, Portus, Puteoli sowie den Provinzen. In den Municipien oblag die cura annonae den Ädilen und auch besonderen Beamten. Der praefectus annonae zählte nicht zum Magistrat, sondern war extra ordinem utilitatis causa constitutus mit vom Kaiser verliehener richterlicher Gewalt und Berufung an den Kaiser. In der Spätantike gab es auch einen praefectus annonae für Konstantinopel, einen praefectus annonae Africae wegen der Getreidelieferungen nach Rom und seit Konstantin I. einen praefectus annonae Alexandriae wegen der Getreidelieferungen nach Konstantinopel.